# マルキャン・ボリシコ
マルキャン・ボリシコ（Маркіян Боришко, 1885/88年 - 1960年11月15日）は、帝政ロシア時代のウクライナ東部ハリコフ州出身でサハリン州（樺太）に在住したウクライナ系ロシア人である。
元横綱・大鵬幸喜の父。プロレスラーの納谷幸男、大相撲力士の納谷幸林、王鵬幸之介、夢道鵬幸成の曾祖父。

## 人物・生涯
サハリン州連邦保安局や州古文書館の資料によると、マルキャンは1885年か1888年、ウクライナ東部のハリコフ州ザチピーロフカ地区ルノフシナ村に生まれた。ロシア帝国による極東移住の呼びかけに応じた農民の両親とともに、樺太に入植した。1917年にロシア革命が起こると、北樺太はアレクサンドル・クラスノシチョーコフの極東共和国に組み込まれた。1918年に北部の州都アレクサンドロフスク市のロシア移民の未亡人と結婚して一女をもうけた。その後、極東共和国が消滅し北樺太の社会主義化が進むと、革命政権を嫌って1925年にマルキャンは単身で日本治政下の南樺太の大泊（現:コルサコフ）へ亡命した。
1928年、洋裁店勤務の納谷キヨ（後志管内神恵内村出身）と結婚し、翌年から敷香で牧場を経営した。マルキャンは多くの日本人・白系ロシア人を雇い、肉や乳製品を卸して成功し、南樺太では知られた名士だった。
1940年（昭和15年）5月29日に敷香郡敷香町で幸喜が生まれた。
南樺太にはロシア革命以来、白系とされたウクライナ系・ポーランド系の住民がソヴィエト政府による弾圧を逃れて居住していたが、1944年に戦況の悪化により樺太庁の指示でこれらの住民を美喜内村の外国人居留地（樺太）に移送した。マルキャンも一人居留地に移され、1945年8月に船で北海道へ引き揚げた家族との連絡は絶たれた。陸上でもソ連軍の無差別攻撃がしばしば行われ、約2000人の民間人が死亡し、亡命していた白系ロシア人も多く死傷し犠牲となった。
第二次世界大戦終了間際にソ連対日参戦とともに赤軍が南樺太に侵攻（樺太の戦い）してソ連が南樺太を実効支配するようになってからは、外国とのつながりのあったマルキャンは大泊でソ連当局に逮捕され、1949年に反ソ宣伝を理由に自由剥奪10年の刑に処せられ強制収容された。1954年に恩赦を認められて出獄した。その後、サハリン州立博物館の守衛を務めたが、1960年11月15日、肺炎のためユジノサハリンスク（豊原市）で死去した。息子イヴァーン（日本名:幸喜、四股名:大鵬）が幕内、入幕6場所目、関脇の地位で、初優勝する昭和35年11月場所中のことだった。
1989年、スターリン時代に無実の罪でサハリンで捕らえられて強制収容された人々が、ゴルバチョフ政権により公式に名誉回復された。
2001年、サハリン州の日本研究家によってマルキャン・ボリシコの生涯が明らかになり、ウクライナのハルキウ市に大鵬記念館が建設された。息子の大鵬幸喜によるハルキウでの相撲大会の企画や、日本とウクライナの国際交流の舞台となっている。